# Magdalenka (województwo mazowieckie)
Magdalenka – wieś sołecka w Polsce położona w województwie mazowieckim, w powiecie piaseczyńskim, w gminie Lesznowola.
Magdalenka leży na Równinie Warszawskiej.

## Historia
Pierwsza osada powstała poprzez zalesienie nieużytków okolic Warszawy z funduszy publicznych Królestwa Polskiego. W końcu XIX w. istniał folwark Kałuszyna vel Magdalenka, było tu wtedy 10 drewnianych budynków. w obecnej postaci Magdalenka powstała na początku lat 30. XX wieku na skutek działań ówczesnego właściciela dóbr Piotra Dmowskiego, który postanowił o regularnej parcelacji swojej posiadłości, chcąc stworzyć wzorcowe osiedle mieszkaniowe. W rezultacie jego inicjatywy, wyznaczono drogi, jak i miejsca na obiekty użyteczności publicznej. Przed wybuchem II wojny światowej doprowadzono do parcelacji tylko części działek. Podział ten nie zmienił się do dziś, na skutek czego wszystkie, całkowicie zalesione działki w starej części Magdalenki mają równą powierzchnię 1800-1900 metrów kwadratowych. Obecnie większość starej części Magdalenki zabudowana jest głównie nowymi lub odnowionymi domami wysokiego standardu. Niektóre działki zabudowane są również domami letniskowymi oraz budynkami powstałymi w latach 70. i 80. XX wieku.
W latach 70. XX wieku Magdalenka była prestiżowym miejscem, w którym swe dacze budowali przedstawiciele najwyższych władz PRL. Domy wypoczynkowe w Magdalence posiadali m.in. wicepremier Franciszek Szlachcic, minister spraw wewnętrznych Stanisław Kowalczyk, wicepremier Franciszek Kaim, Marszałek Polski Michał Żymierski, gen. Roman Paszkowski, gen. Władysław Polański, gen. Józef Urbanowicz, gen. Bronisław Kuriata, minister gen. Mieczysław Moczar, minister Waldemar Kozłowski, gwiazda polskiej sceny Violetta Villas i wielu innych. 
W latach 1975–1998 miejscowość administracyjnie należała do województwa warszawskiego.
W Magdalence znajduje się ośrodek rządowy, gdzie w roku 1988 i 1989, w okresie poprzedzającym rozmowy Okrągłego Stołu toczyły się rokowania między stroną rządową, której przewodniczył Czesław Kiszczak a stroną „solidarnościową”, której przewodził Lech Wałęsa.
W nocy z 5 na 6 marca 2003 roku w Magdalence doszło do próby zatrzymania dwóch mężczyzn podejrzanych o zabójstwo policjanta. Podejrzani zabarykadowali się w jednym z domów, a działkę zaminowali. W wyniku całonocnego oblężenia zginęło dwóch funkcjonariuszy, a kilkunastu odniosło obrażenia.

## Parafia
Magdalenka jest siedzibą erygowanej 11 maja 1934 przez kard. Aleksandra Kakowskiego parafii Św. Marii Magdaleny wchodzącej w skład dekanatu raszyńskiego archidiecezji warszawskiej.
Obecny kościół został zbudowany po 1948 na miejscu wcześniejszego drewnianego z lat 1938-39. Kościół był dwukrotnie przebudowywany: w 1976 i po 2001. Parafia posiada kaplicę filialną w Lesznowoli.

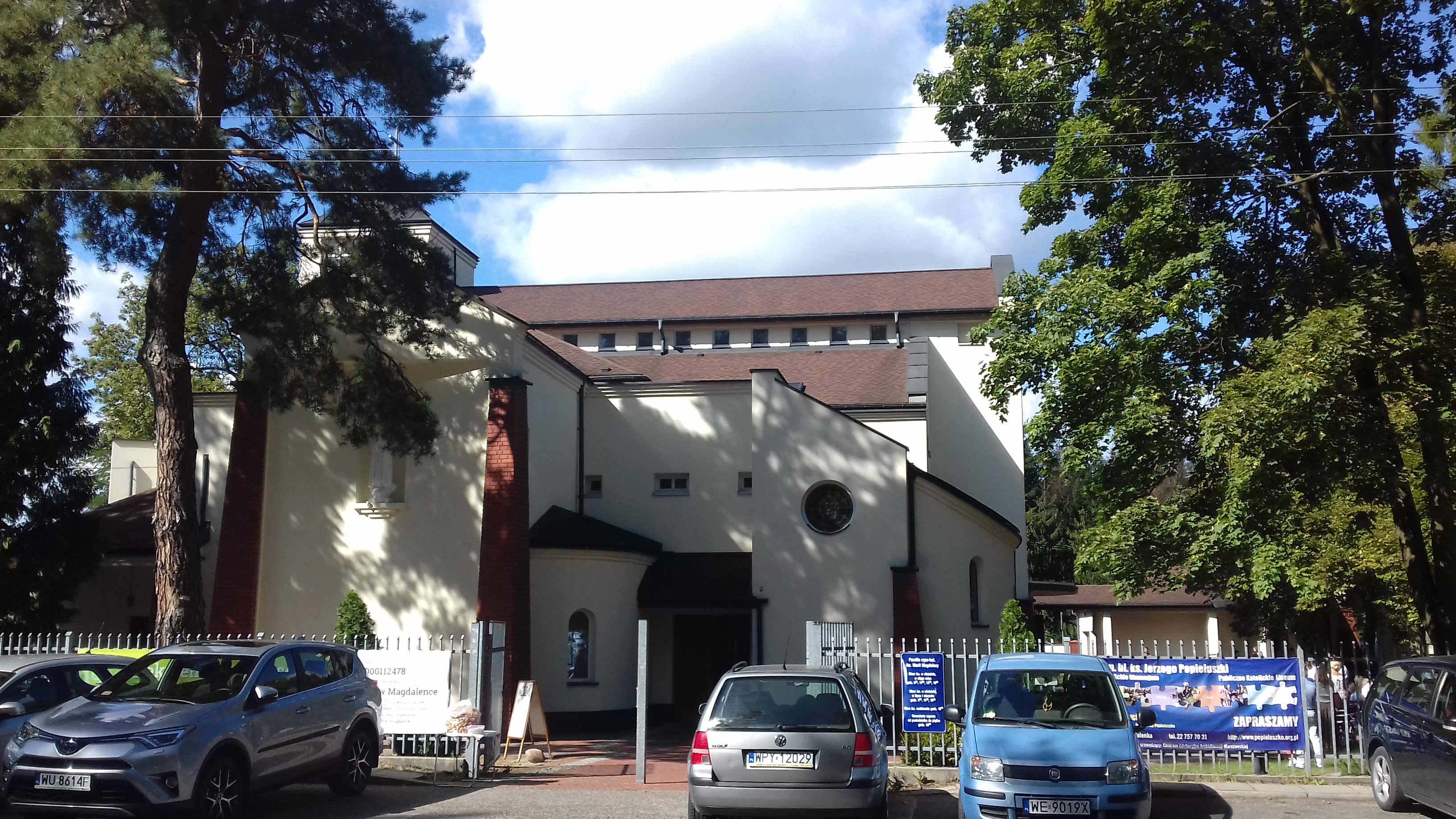
kościół Św. Marii Magdaleny

## Zabytki i miejsca pamięci

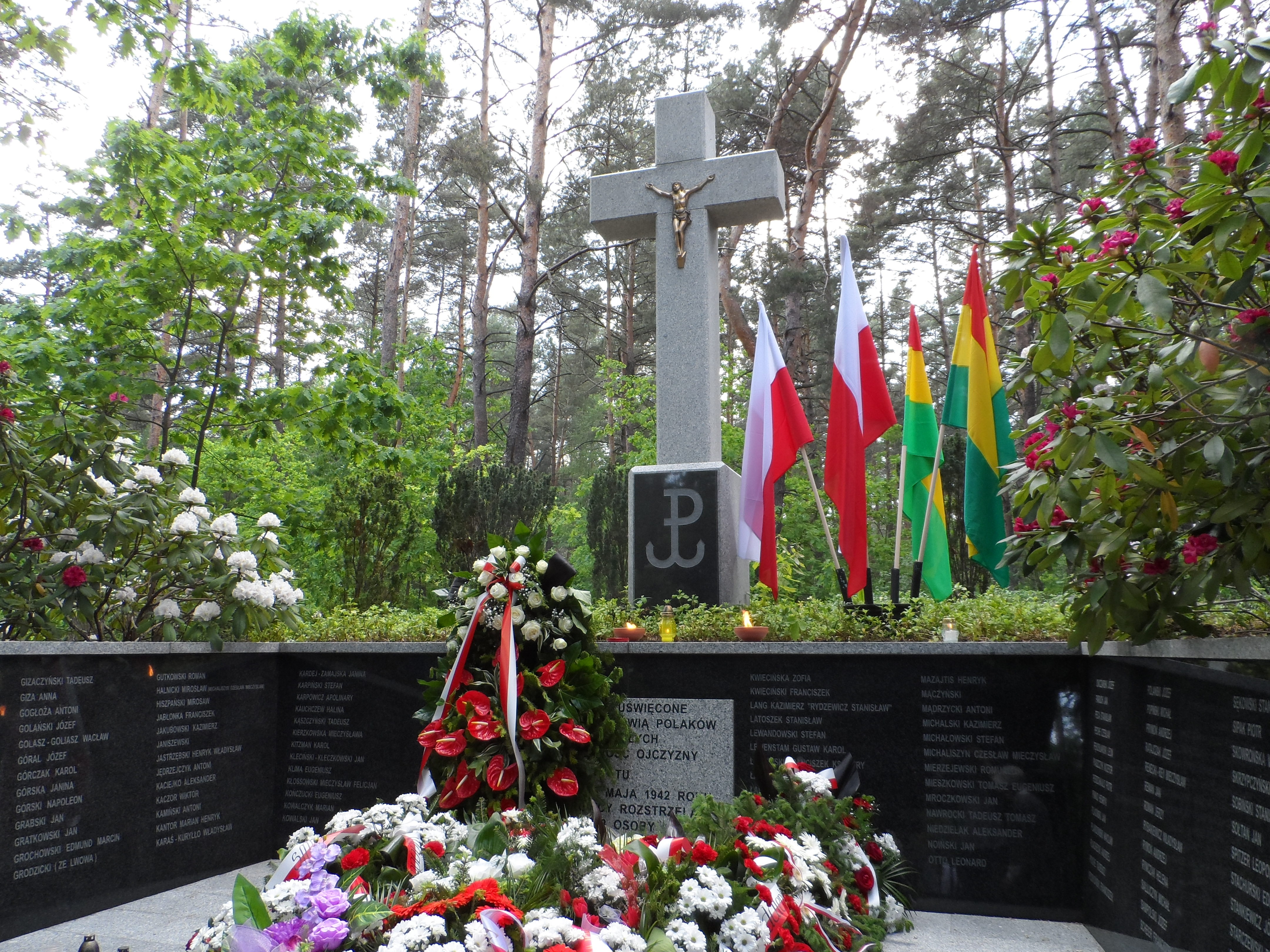
Pomnik na miejscu egzekucji z 28 maja 1942 roku

W lesie przy Magdalence znajduje się pomnik ku czci rozstrzelanych w czasie II wojny światowej; 28 maja 1942 roku hitlerowcy dokonali tu egzekucji 223 więźniów z Pawiaka, wśród których było 7 kobiet wyniesionych na noszach ze szpitala więziennego i 15 więźniarek z Ravensbruck. Po ekshumacji w lipcu 1946 prochy pomordowanych spoczywają w 8 kwaterach na miejscowym cmentarzu. W miejscu egzekucji wzniesiono pomnik proj. Zofii Pociłowskiej odsłonięty w 1964 roku.

## Infrastruktura

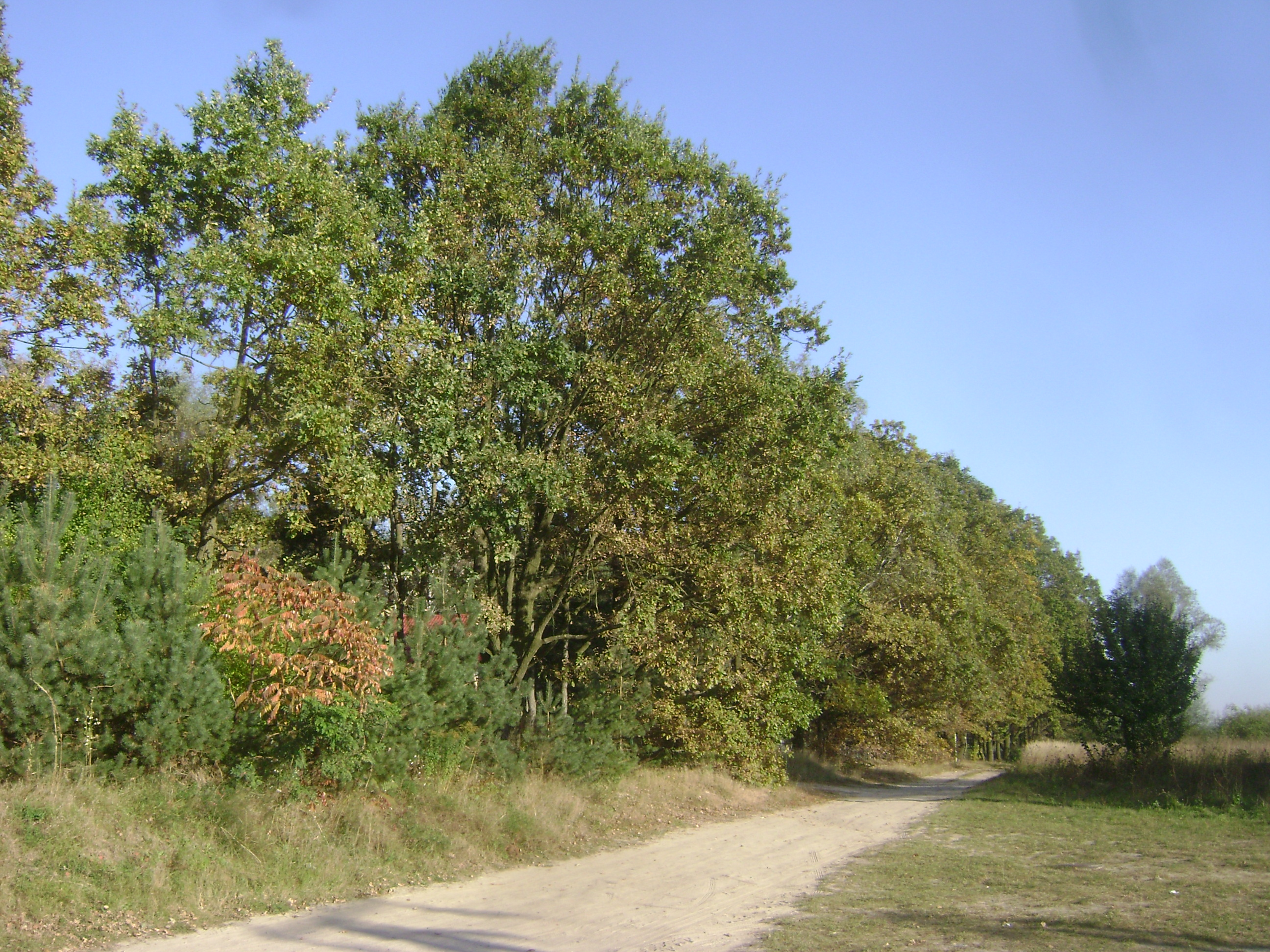
Ulica Sarenki

Wieś jest w większości położona w lesie sosnowym, z tego powodu większość ulic to leśne drogi gruntowe, poza drogami gminnymi (ul. Słoneczna, Leśna, Lipowa, Jarzębinowa). Pod koniec 2007 wybrukowano najważniejsze z ulic osiedlowych (m.in. ul. Leśną, Sosnową, Podleśną) i zainstalowano nowe tablice z nazwami ulic. W tym samym roku wykonano również poszerzenie ulicy Lipowej, naprawiono nawierzchnię ulicy Leśnej oraz zamontowano sygnalizację świetlną na skrzyżowaniu ulicy Lipowej ze Słoneczną.
Wieś jest w pełni skanalizowana, istnieje też pełna infrastruktura wodociągowa.